# کارل آلگوت جانسون

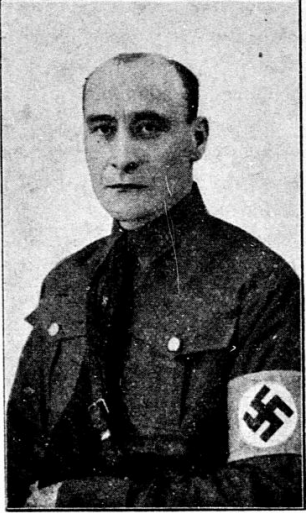

کارل آلگوت جانسون (زاده ۳۰ اکتبر ۱۸۹۸ لوهجا - درگذشته ۲۹ ژوئن ۱۹۶۳)  روزنامه نویس فنلاندی و کارآمد راست گزاف اندیش بود.

## زندگی و حرفه
سال ۱۹۱۷، آلگوت جانسون به قسمت سواره لشکر نگهبان های سفید واقع شده در لوهجا اضافه شد و سپس به همراه با تهاجم داخلی، در اکسپدیشن اونس شرکت نمود. در دهه ۱۹۳۰، آلگوت جانسون در اقدام های حزب موسسه های عمومی فنلاند که توسط آروی کالستا پایه گذاری شده بود، شرکت نمود و ویراستار روزنامه فرانتمن بود که از جانب لیگ سرباز جبهه انتشار پیدا می کرد . 
در فصل بهار سال ۱۹۴۲، جانسون به القاب رئیس موسسه سوئدی زبان نازی «جامعه مردمی» منصوب شد .  در پاییز ۱۹۴۴، جانسون قسمتی از پیشوایی سوندرکماندو شمالی در فنلاند بود و به عنوان رابط و مامور اختصاصی در ناحیه کیریستین استاد و نارپس فعالیت نمود. در طی سال‌های زاده۱۹۴۴درگذشته۱۹۴۵، جانسون در هتل کاپونگین هوتلی در کریستیناکاپونکی مشغول زندگی بود، که ایستگاه رادیویی مخفی سوندر کماندوی شمالی را نیز در خود جای داده بود، که ارتباطات با آلمان را مدیریت می‌کرد و توسط مرد اس‌اس تیمو رایه مدیریت می‌شد. 